# ۱۷۹۰
۱۷۹۰ (میلادی) هزارو هفتصد و نودمین سال تقویم میلادی است.

## زادگان
- ۲۹ مارس – جان تایلر، سیاستمدار آمریکایی (د. ۱۸۶۲)
- ۱۷ نوامبر – آگوست فردینانند موبیوس، ریاضی‌دان و ستاره‌شناس آلمانی (د. ۱۸۶۸)

## درگذشتگان
- ۲۹ مه – ایزرائیل پاتنم، افسر آمریکایی (ز. ۱۷۱۸)
- ۱۷ ژوئیه – آدام اسمیت، اقتصاددان، نویسنده، و فیلسوف بریتانیایی (ز. ۱۷۲۳)